# Blaž Blagotinšek
Blaž Blagotinšek, född 17 januari 1994, är en slovensk handbollsspelare som spelar för SG Flensburg-Handewitt.
Blagotinšek tävlade för Slovenien vid olympiska sommarspelen 2016 i Rio de Janeiro. Han var en del av Sloveniens lag som blev utslagna i kvartsfinalen mot Danmark i herrarnas turnering.

## Klubbar
- RK Celje (2012–2016)
- Telekom Veszprém (2016–2022)
- Frisch Auf Göppingen (2022–2023)
- SG Flensburg-Handewitt (2023–)